# Lista de ilhas de Santa Catarina
Essa é uma Lista de ilhas do Estado de Santa Catarina, Brasil.

### A
- Ilha Alvarenga
- Ilha de Anhatomirim
- Ilha de Araçatuba
- Ilha das Araras
- Ilha dos Araújos de Dentro
- Ilha dos Araújos de Fora
- Ilha dos Araújos do Meio
- Arquipélago das Graças
- Ilhas do Arvoredo
- Reserva Biológica Marinha do Arvoredo

### B
- Ilha do Baiacu
- Ilha do Batuta

### C
- Ilha das Cabras (Santa Catarina)
- Ilha das Campanhas
- Ilha do Campeche
- Ilha do Chico Pedro
- Ilha das Claras
- Ilha do Coral

### D
- Ilha Deserta (Santa Catarina)

### F
- Ilha Feia
- Ilha do Ferreira
- Ilha das Flores (Santa Catarina)

### G
- Ilha Grande (Santa Catarina)

### H
- Ilha dos Herdeiros

### I
- Ilha Itaguaçu

### L
- Ilha das Laranjeiras
- Ilha dos Lobos (Laguna)

### M
- Ilha do Macuco
- Ilha Mandijituba
- Ilha Mandijituba (Baía da Babitonga)
- Ilha do Maracujá
- Ilha Maria Francisca
- Ilhas Moleques do Sul
- Ilha da Murta

### N
- Ilha dos Negros

### P
- Ilha da Paz
- Ilha Pedra da Fortaleza
- Ilha do Pernambuco
- Ilha de Porto Belo

### Q
- Ilha Queimadas
- Ilha do Quiriri

### R
- Ilha Ratones Grande
- Ilha Ratones Pequeno
- Ilha da Rita

### S
- Ilha de Santa Catarina
- Ilha de São Francisco

### T
- Ilhas Três Irmãs

### V
- Ilha da Vaca
- Ilha do Veiga
- Ilha das Vinhas

### X
- Ilha do Xavier